# Associazione Sportiva Volley Lube 2014-2015
Questa voce raccoglie le informazioni riguardanti l'Associazione Sportiva Volley Lube nelle competizioni ufficiali della stagione 2014-2015.

## Stagione
La stagione 2014-15 è per l'Associazione Sportiva Volley Lube, sponsorizzata dalla Cucina Lube e dalla Banca delle Marche, quest'ultima sponsorizzazione non utilizzata in campo europeo, la ventesima consecutiva in Superlega: dal punto di vista societario la sede sociale viene definitivamente spostata da Macerata a Treia. Viene confermato sia l'allenatore Alberto Giuliani che buona parte della rosa: le uniche novità riguardano infatti le cessioni di Stefano Patriarca, Ivan Zaytsev e Leondino Giombini, ritiratosi e gli acquisti di Ricardo Garcia, arrivato a stagione in corso, Alessandro Fei, Giulio Sabbi, Konstantin Shumov e Dušan Bonačić, di ritorno dal prestito; tra le conferme quelle di Michele Baranowicz, Bartosz Kurek, Jiří Kovář, Simone Parodi, Hubert Henno, Dragan Stanković e Marko Podraščanin.
Il primo trofeo della stagione è la Supercoppa italiana: il club di Treia partecipa grazie alla vittoria dello scudetto 2013-14 e se lo aggiudica per la quarta volta battendo per 3-2 la Pallavolo Piacenza.
Il campionato si apre con sei vittorie consecutive: la prima sconfitta si registra alla settima giornata contro la Trentino Volley; dopo altri due successi, nelle ultime tre giornate del girone di andata i marchigiani perdono due gare di fila per poi vincere l'ultima al tie-break ai danni del Modena Volley, chiudendo al terzo posto in classifica e qualificandosi per la Coppa Italia. Il girone di ritorno inizia con lo stop in casa del BluVolley Verona, poi l'Associazione Sportiva Volley Lube riprende la sua marcia inanellando dieci vittorie consecutive, perdendo solo l'ultima di regular season contro il club di Modena: conferma quindi il terzo posto in classifica. Nei quarti di finale dei play-off scudetto affronta la Top Volley: dopo aver perso gara 1 in casa, riesce a vincere gara 2 in trasferta, ma viene estromessa dalla corsa al titolo di campione d'Italia perdendo gara 3.
Qualificata alla Coppa Italia grazie al terzo posto al termine del girone di andata della Superlega 2014-15, si scontra nei quarti di finale contro la Top Volley: la vittoria per 3-0 consente di accedere ai marchigiani alla Final Four di Bologna. Tuttavia vengono eliminati in semifinale, al tie-break, dal Modena Volley.
Il primo posto al termine della regular season e la vittoria del campionato 2013-14 consento all'Associazione Sportiva Volley Lube di partecipare alla Champions League; supera la fase a gironi grazie al secondo posto nel proprio raggruppamento con un totale di tre vittorie e tre sconfitte. Viene poi eliminata dalla competizione nei play-off a 12 a seguito della doppia sconfitta, sia nella gara di andata che in quella di ritorno contro il Klub Piłki Siatkowej Skra Bełchatów.

## Organigramma societario
Area direttiva
- Presidente: Simona Sileoni
- Presidente onorario: Fabio Giulianelli, Luciano Sileoni
- Vicepresidente: Albino Massaccesi

Area organizzativa
- Team manager: Claudio Leonardi
- Segreteria generale: Sergio Bartoloni
- Direttore sportivo: Stefano Recine

Area tecnica
- Allenatore: Alberto Giuliani
- Allenatore in seconda: Francesco Cadeddu
- Scout man: Enrico Massaccesi, Roberto Taddei
- Responsabile settore giovanile: Mario Picchio
- Direttore tecnico settore giovanile: Gianni Rosichini
- Assistente allenatori: Alfredo Martilotti

Area comunicazione
- Ufficio stampa: Carlo Perri, Marco Tentella
- Relazioni esterne: Marco Tentella
- Webmaster: Mirko Giardetti

Area marketing
- Ufficio marketing: Paolo Prenna

Area sanitaria
- Medico: Mariano Avio, Danilo Compagnucci
- Preparatore atletico: Massimo Merazzi
- Fisioterapista: Marco Frontaloni
- Osteopata: Giuseppe Antinori

## Rosa
| N° | Nome                | Ruolo | Data di nascita  | Nazionalità sportiva |
| -- | ------------------- | ----- | ---------------- | -------------------- |
| 1  | Alessandro Fei      | C/O   | 29 ottobre 1978  | Italia               |
| 2  | Hubert Henno        | L     | 6 ottobre 1976   | Francia              |
| 3  | Simone Parodi       | S     | 16 giugno 1986   | Italia               |
| 4  | Alessandro Paparoni | L     | 17 agosto 1981   | Italia               |
| 7  | Dragan Stanković    | C     | 18 ottobre 1985  | Serbia               |
| 9  | Jiří Kovář          | S     | 10 aprile 1989   | Italia               |
| 10 | Giulio Sabbi        | S/O   | 10 agosto 1989   | Italia               |
| 11 | Natale Monopoli     | P     | 28 maggio 1975   | Italia               |
| 12 | Dušan Bonačić       | S     | 19 luglio 1995   | Cile                 |
| 14 | Konstantin Shumov   | C     | 15 febbraio 1985 | Finlandia            |
| 15 | Ricardo Garcia      | P     | 19 novembre 1975 | Brasile              |
| 16 | Bartosz Kurek       | S     | 29 agosto 1988   | Polonia              |
| 17 | Michele Baranowicz  | P     | 5 agosto 1989    | Italia               |
| 18 | Marko Podraščanin   | C     | 29 agosto 1987   | Serbia               |

## Mercato
| Acquisti | Acquisti          | Acquisti     | Acquisti      |
| R.       | Nome              | da           | Modalità      |
| -------- | ----------------- | ------------ | ------------- |
| S        | Dušan Bonačić     | Lugano       | fine prestito |
| P        | Ricardo Garcia    | VBCE         | definitivo    |
| C/O      | Alessandro Fei    | Piacenza     | definitivo    |
| S/O      | Giulio Sabbi      | Molfetta     | definitivo    |
| C        | Konstantin Shumov | Unterhaching | definitivo    |

| Cessioni | Cessioni          | Cessioni           | Cessioni   |
| R.       | Nome              | a                  | Modalità   |
| -------- | ----------------- | ------------------ | ---------- |
| S/O      | Leondino Giombini | -                  | ritirato   |
| C        | Stefano Patriarca | Powervolley Milano | definitivo |
| S/O      | Ivan Zaytsev      | Dinamo Mosca       | definitivo |

## Risultati

### Superlega

#### Girone di andata
| 1ª giornata - 18 ottobre 2014 PalaFontescodella, Macerata   | Lube               | 3 - 1 | BluVolley Verona   | 22-25, 25-21, 25-19, 27-25        |
| 3ª giornata - 29 ottobre 2014 PalaFontescodella, Macerata   | Lube               | 3 - 0 | Padova             | 25-15, 25-18, 25-22               |
| 4ª giornata - 2 novembre 2014 PalaGalassi, Forlì            | Porto Robur Costa  | 0 - 3 | Lube               | 16-25, 23-25, 15-25               |
| 5ª giornata - 9 novembre 2014 PalaFontescodella, Macerata   | Lube               | 3 - 0 | Piacenza           | 25-22, 25-20, 25-21               |
| 6ª giornata - 16 novembre 2014 PalaDesio, Desio             | Powervolley Milano | 0 - 3 | Lube               | 25-27, 17-25, 19-25               |
| 7ª giornata - 23 novembre 2014 PalaFontescodella, Macerata  | Lube               | 3 - 0 | Città di Castello  | 26-24, 25-20, 25-14               |
| 8ª giornata - 30 novembre 2014 PalaTrento, Trento           | Trentino           | 3 - 2 | Lube               | 21-25, 25-23, 16-25, 25-18, 16-14 |
| 9ª giornata - 7 dicembre 2014 Palazzetto dello Sport, Monza | Milano             | 0 - 3 | Lube               | 19-25, 19-25, 20-25               |
| 10ª giornata - 13 dicembre 2014 PalaFontescodella, Macerata | Lube               | 3 - 1 | Sir Safety Perugia | 23-25, 25-23, 26-24, 27-25        |
| 11ª giornata - 21 dicembre 2014 PalaFontescodella, Macerata | Lube               | 1 - 3 | Top Volley Latina  | 17-25, 26-24, 22-25, 23-25        |
| 12ª giornata - 26 dicembre 2014 PalaPoli, Molfetta          | Molfetta           | 3 - 2 | Lube               | 37-39, 25-21, 24-26, 25-19, 15-12 |
| 13ª giornata - 28 dicembre 2014 PalaFontescodella, Macerata | Lube               | 3 - 2 | Modena             | 25-19, 21-25, 23-25, 25-15, 15-10 |

#### Girone di ritorno
| 14ª giornata - 3 gennaio 2015 PalaOlimpia, Verona                   | BluVolley Verona   | 3 - 1 | Lube               | 25-17, 25-23, 18-25, 25-22        |
| 16ª giornata - 25 gennaio 2015 PalaFabris, Padova                   | Padova             | 1 - 3 | Lube               | 26-24, 20-25, 20-25, 22-25        |
| 17ª giornata - 1º febbraio 2015 PalaCivitanova, Civitanova Marche   | Lube               | 3 - 1 | Porto Robur Costa  | 25-15, 25-18, 23-25, 25-20        |
| 18ª giornata - 8 febbraio 2015 PalaBanca, Piacenza                  | Piacenza           | 0 - 3 | Lube               | 20-25, 17-25, 22-25               |
| 19ª giornata - 15 febbraio 2015 PalaCivitanova, Civitanova Marche   | Lube               | 3 - 1 | Powervolley Milano | 18-25, 25-19, 27-25, 25-19        |
| 20ª giornata - 22 febbraio 2015 Palazzetto dello Sport, Sansepolcro | Città di Castello  | 0 - 3 | Lube               | 25-27, 21-25, 27-29               |
| 21ª giornata - 1º marzo 2015 PalaCivitanova, Civitanova Marche      | Lube               | 3 - 2 | Trentino           | 21-25, 25-19, 21-25, 25-23, 15-12 |
| 22ª giornata - 8 marzo 2015 PalaCivitanova, Civitanova Marche       | Lube               | 3 - 1 | Milano             | 25-18, 23-25, 25-17, 25-21        |
| 23ª giornata - 15 marzo 2015 PalaEvangelisti, Perugia               | Sir Safety Perugia | 0 - 3 | Lube               | 25-27, 21-25, 22-25               |
| 24ª giornata - 22 marzo 2015 PalaBianchini, Latina                  | Top Volley Latina  | 1 - 3 | Lube               | 25-27, 20-25, 25-19, 26-28        |
| 25ª giornata - 29 marzo 2015 PalaCivitanova, Civitanova Marche      | Lube               | 3 - 0 | Molfetta           | 25-16, 25-21, 25-16               |
| 26ª giornata - 5 aprile 2015 PalaPanini, Modena                     | Modena             | 3 - 0 | Lube               | 25-18, 25-22, 25-21               |

#### Play-off scudetto
| Quarti di finale (gara 1) - 12 aprile 2015 PalaCivitanova, Civitanova Marche | Lube              | 1 - 3 | Top Volley Latina | 25-21, 19-25, 17-25, 19-25        |
| Quarti di finale (gara 2) - 19 aprile 2015 PalaBianchini, Latina             | Top Volley Latina | 2 - 3 | Lube              | 23-25, 25-17, 22-25, 25-12, 12-15 |
| Quarti di finale (gara 3) - 22 aprile 2015 PalaCivitanova, Civitanova Marche | Lube              | 1 - 3 | Top Volley Latina | 22-25, 25-16, 15-25, 25-27        |

### Coppa Italia

#### Fase a eliminazione diretta
| Quarti di finale - 6 gennaio 2015 PalaFontescodella, Macerata | Lube   | 3 - 0 | Top Volley Latina | 25-21, 28-26, 25-21               |
| Semifinali - 10 gennaio 2015 PalaDozza, Bologna               | Modena | 3 - 2 | Lube              | 25-19, 23-25, 12-25, 25-23, 15-11 |

### Supercoppa italiana

#### Fase a eliminazione diretta
| Finale - 14 ottobre 2014 PalaPentassuglia, Brindisi | Lube | 3 - 2 | Piacenza | 25-15, 26-24, 20-25, 18-25, 15-12 |

### Champions League

#### Fase a gironi
| 1ª giornata - 5 novembre 2014 Burhan Felek Spor Salonu, Istanbul | Fenerbahçe | 3 - 2 | Lube       | 25-21, 28-30, 21-25, 25-23, 15-9 |
| 2ª giornata - 20 novembre 2014 PalaFontescodella, Macerata       | Lube       | 3 - 0 | Paris      | 25-22, 25-19, 25-20              |
| 3ª giornata - 3 dicembre 2014 PalaFontescodella, Macerata        | Lube       | 1 - 3 | Belogor'e  | 25-22, 23-25, 19-25, 23-25       |
| 4ª giornata - 17 dicembre 2014 Sports Palace Cosmos, Belgorod    | Belogor'e  | 3 - 0 | Lube       | 25-22, 25-22, 25-19              |
| 5ª giornata - 20 gennaio 2015 Salle Charléty, Parigi             | Paris      | 1 - 3 | Lube       | 18-25, 21-25, 25-23, 20-25       |
| 6ª giornata - 27 gennaio 2015 PalaCivitanova, Civitanova Marche  | Lube       | 3 - 0 | Fenerbahçe | 25-14, 25-15, 25-21              |

#### Fase a eliminazione diretta
| Play-off a 12 (andata) - 11 febbraio 2015 PalaCivitanova, Civitanova Marche | Lube           | 0 - 3 | Skra Bełchatów | 22-25, 19-25, 13-25        |
| Play-off a 12 (ritorno) - 19 febbraio 2015 Hala Energia, Bełchatów          | Skra Bełchatów | 3 - 1 | Lube           | 26-24, 19-25, 25-22, 25-21 |

## Statistiche

### Statistiche di squadra
| Competizione        | Punti | In casa | In casa | In casa | In trasferta | In trasferta | In trasferta | Totale | Totale | Totale |
| Competizione        | Punti | G       | V       | P       | G            | V            | P            | G      | V      | P      |
| ------------------- | ----- | ------- | ------- | ------- | ------------ | ------------ | ------------ | ------ | ------ | ------ |
| Superlega           | 57    | 14      | 11      | 3       | 13           | 9            | 4            | 27     | 20     | 7      |
| Coppa Italia        | -     | 1       | 1       | 0       | -            | -            | -            | 2      | 1      | 1      |
| Supercoppa italiana | -     | -       | -       | -       | -            | -            | -            | 1      | 1      | 0      |
| Champions League    | 10    | 4       | 2       | 2       | 4            | 1            | 3            | 8      | 3      | 5      |
| Totale              | -     | 19      | 14      | 5       | 17           | 10           | 7            | 38     | 25     | 13     |

G = partite giocate; V = partite vinte; P = partite perse

### Statistiche dei giocatori
| Giocatore      | Superlega | Superlega | Superlega | Superlega | Superlega | Coppa Italia | Coppa Italia | Coppa Italia | Coppa Italia | Coppa Italia | Supercoppa italiana | Supercoppa italiana | Supercoppa italiana | Supercoppa italiana | Supercoppa italiana | Champions League | Champions League | Champions League | Champions League | Champions League | Totale | Totale | Totale | Totale | Totale |
| Giocatore      | P         | PT        | AV        | MV        | BV        | P            | PT           | AV           | MV           | BV           | P                   | PT                  | AV                  | MV                  | BV                  | P                | PT               | AV               | MV               | BV               | P      | PT     | AV     | MV     | BV     |
| -------------- | --------- | --------- | --------- | --------- | --------- | ------------ | ------------ | ------------ | ------------ | ------------ | ------------------- | ------------------- | ------------------- | ------------------- | ------------------- | ---------------- | ---------------- | ---------------- | ---------------- | ---------------- | ------ | ------ | ------ | ------ | ------ |
| M. Baranowicz  | 20        | 68        | 26        | 24        | 18        | 2            | 3            | 1            | 2            | 0            | 1                   | 1                   | 0                   | 0                   | 1                   | 8                | 22               | 12               | 3                | 7                | 31     | 94     | 39     | 29     | 26     |
| D. Bonačić     | 5         | 23        | 16        | 6         | 1         | 0            | 0            | 0            | 0            | 0            | -                   | -                   | -                   | -                   | -                   | 2                | 1                | 1                | 0                | 0                | 7      | 24     | 17     | 6      | 1      |
| A. Fei         | 19        | 138       | 111       | 17        | 10        | 2            | 2            | 0            | 2            | 0            | 1                   | 8                   | 6                   | 2                   | 0                   | 6                | 5                | 4                | 1                | 0                | 28     | 153    | 121    | 22     | 10     |
| R. Garcia      | 6         | 5         | 2         | 3         | 0         | -            | -            | -            | -            | -            | -                   | -                   | -                   | -                   | -                   | -                | -                | -                | -                | -                | 6      | 5      | 2      | 3      | 0      |
| H. Henno       | 26        | -         | -         | -         | -         | 2            | -            | -            | -            | -            | 1                   | -                   | -                   | -                   | -                   | 8                | -                | -                | -                | -                | 37     | -      | -      | -      | -      |
| J. Kovář       | 23        | 163       | 126       | 25        | 12        | 1            | 0            | 0            | 0            | 0            | 1                   | 0                   | 0                   | 0                   | 0                   | 5                | 39               | 37               | 1                | 1                | 30     | 202    | 163    | 26     | 13     |
| B. Kurek       | 24        | 282       | 231       | 31        | 20        | 2            | 31           | 27           | 2            | 2            | 1                   | 15                  | 14                  | 0                   | 1                   | 7                | 84               | 72               | 6                | 6                | 34     | 412    | 344    | 39     | 29     |
| N. Monopoli    | 23        | 5         | 2         | 2         | 1         | 2            | 1            | 0            | 0            | 1            | 1                   | 0                   | 0                   | 0                   | 0                   | 7                | 1                | 1                | 0                | 1                | 33     | 7      | 3      | 2      | 2      |
| A. Paparoni    | 23        | -         | -         | -         | -         | 1            | -            | -            | -            | -            | 0                   | -                   | -                   | -                   | -                   | 5                | -                | -                | -                | -                | 29     | -      | -      | -      | -      |
| S. Parodi      | 25        | 230       | 196       | 21        | 13        | 2            | 24           | 19           | 5            | 0            | 1                   | 12                  | 9                   | 1                   | 2                   | 8                | 67               | 54               | 10               | 3                | 36     | 333    | 278    | 37     | 18     |
| M. Podraščanin | 25        | 251       | 159       | 77        | 15        | 2            | 25           | 15           | 10           | 0            | 1                   | 20                  | 13                  | 6                   | 1                   | 8                | 51               | 37               | 12               | 2                | 36     | 347    | 224    | 105    | 18     |
| G. Sabbi       | 26        | 339       | 259       | 41        | 39        | 2            | 32           | 25           | 2            | 5            | 1                   | 12                  | 10                  | 2                   | 0                   | 8                | 122              | 99               | 7                | 16               | 37     | 505    | 393    | 52     | 60     |
| K. Shumov      | 11        | 14        | 8         | 4         | 2         | 2            | 3            | 2            | 1            | 0            | -                   | -                   | -                   | -                   | -                   | 2                | 2                | 2                | 0                | 0                | 15     | 19     | 12     | 5      | 2      |
| D. Stanković   | 27        | 224       | 158       | 54        | 12        | 2            | 12           | 10           | 2            | 0            | 1                   | 12                  | 9                   | 3                   | 0                   | 8                | 55               | 37               | 13               | 5                | 38     | 303    | 214    | 72     | 17     |

P = presenze; PT = punti totali; AV = attacchi vincenti; MV = muri vincenti; BV = battute vincenti